# محمد ذو الفقار
محمد ذو الفقار (23 يناير 1976 -) هو كاتب سيناريو وروائي مصري.

## حياته
سيناريست و روائي مصري مواليد 23 يناير 1976 تميز الكثير من أعماله بالطابع الإنساني و اعتبره البعض نصير للإنسانية في الدراما المصرية. أثار الجدل حول أعماله التي تمس قضايا شائكة مثل الظلم و القهر في مسلسل الوسواس عرض في عام ٢٠١٥.. ثم الى البهتان في رواية المغضوب عليهم التي نشرت في عام ٢٠١٨ .. و التسلط والتحكم في رواية ترتر التي نشرت في عام ٢٠٢٠.. وصولا الى رواية ستبقى النجوم التي ناقش فيها بشكل رومانسي تعرف الأرواح ونشرت عام ٢٠٢١ وتكلم عن الادمان بشكل انساني بمعاناة ليس فقط المدمن ولكن معاناة جميع محبيه في حكاية لحظة ضعف عرضت بالتليفزون في 2021

## أعماله

### السينما
- الجنسية مصري (فيلم) 2011

- حد تاني 2016

### التلفزيون
- مسلسل الوسواس 2015

عرض في 2015 .قام ببطولته الفنان تيم حسن والفنانة زينة (ممثلة) والفنان نضال الشافعي والفنانة هبة مجدي والفنانة سوسن بدر و أخرجه حسني صالح.
- ورا كل باب ج 2 (مسلسل) حكاية لحظة ضعف2021

عرض في 2021 .قام ببطولته الفنان خالد سرحان والفنانة رشا مهدي  والفنانة غفران والفنانة حنان يوسف و أخرجه منال الصيفي.
1000 حمدالله على السلامة (مسلسل)
عرض في ٢٠٢٣ . قام ببطولته الفنانة يسرا والفنانة شيماء سيف والفنان محمد ثروت (ممثل) والفنان آدم الشرقاوي وللفنانة مايان السيد واخرجه عمرو صلاح

### كتب
- المغضوب عليهم.

- تِرتِر.

- ستبقى النجوم.